# Calvin de Groot
Calvin de Groot (Hoorn, 9 december 2003) is een Nederlandse autocoureur. Hij werd in 2024 kampioen in de NXT Gen Cup, een volledig elektrische toerwagenklasse die verreden wordt in het voorprogramma van de Deutsche Tourenwagen-Masters (DTM). 

## Carrière

### Karting
De Groot begon zijn race carrière in de kartsport. In 2015 werd hij clubkampioen bij Kartcentrum Lelystad. Later nam hij onder meer deel aan de Benelux Rotax Max Challenge en het Nederlands kampioenschap 4-takt.
Wegens gebrek aan budget om beter materiaal aan te schaffen, bleef De Groot met de relatief goedkope Rotax Max te rijden. Hij ging werktuigbouwkunde studeren om zelf aan zijn motoren en racewagens te kunnen sleutelen. Daarnaast zette hij een eerste crowdfundingcampagne op om het sponsorbudget aan te vullen.

### Overstap naar autosport
In 2020 maakte De Groot zijn debuut in de autosport tijdens een race op Circuit Zandvoort, die hij wist te winnen. Vervolgens reed hij in diverse raceklassen, waaronder de Citroën C1 Endurance Cup, de PTC Cup en de Ford Fiesta Sprint Cup. In die laatste klasse behaalde hij in 2023 meerdere podiumplaatsen en eindigde hij als derde in het juniorenklassement. Deelname in deze klasse werd opnieuw mede mogelijk gemaakt door crowdfunding.
In 2024 reed De Groot met een omgebouwde BMW Mini bij het team van Bas Koeten Racing in de NXT Gen Cup, 's werelds eerste volledig elektrische junior toerwagenklasse. Deze klasse met 13 manches maakte deel uit van het DTM-weekendprogramma. De Groot begon met tweede plaatsen op de Norisring en won alle drie races op de Nürburgring. Op de Sachsenring behaalde hij twee polepositions en een zege. In de afsluitende race op het circuit van Hockenheim haalde hij met de zege ook het kampioenschap binnen.
In teamverband won De Groot de Citroën C1 24 uurswedstrijden in de BE/NL-klasse, van Portimão in 2022 en Estoril in 2024. In 2022 reed hij in een van de twee dominerende auto's in een veld van 34. Zijn team kwam slechts vier seconden tekort voor de algemene winst. In 2024 ging zijn team er wel met de algehele winst vandoor, in een veld met 39 auto's en tien nationaliteiten.
In 2025 rijdt De Groot, met Piet-Jan Ooms en Marius Rauer, in een BMW G20 330i, voor het team van Sorg Rennsport in de Nürburgring Langstrecken Serie (NLS). Hij maakte indruk door bij zijn debuut in de VT2-klasse tweede te worden in een vier uur durende wedstrijd op de Nürburgring Nordschleife. Inmiddels heeft hij zijn 1e overwinning met zijn team te pakken én heeft hij tijdens de Qualifiers, het voorbereidende weekend van de 24h van de Nürburgring, het baanrecord gepakt in de klasse VT2-Hacka. Met een tijd van 9:39.682 verbeterde hij het oude record, dat stamt uit 2023, met maar liefst 3 seconden.

## Resultaten
| Jaar | Klasse                                  | Prestaties                                            |
| ---- | --------------------------------------- | ----------------------------------------------------- |
| 2025 | VT2-RWD, NLS Nürburgring-Nordschleife   | 1e Race 3                                             |
|      |                                         | Baanrecord VT2-HECKA 24h-Nürburgring lay-out 9:39.682 |
|      | BMW Racing Cup                          | 1e Race 3, Zolder                                     |
| 2024 | NXT Gen Cup (ADAC DTM)                  | Kampioen                                              |
|      | Citroën C1 Endurance 24H                | Estoril, 1e                                           |
|      | Ford Fiesta Sprint Cup                  | Deelname                                              |
|      | Test BMW 240i Cup                       | Circuit Assen                                         |
|      | Test Renault Clio Cup                   | Circuit Zandvoort                                     |
| 2023 | Ford Fiesta Sprint Cup                  | 15x podium, 3e Junior                                 |
|      | Citroën C1 Endurance Cup                | 1e Junior                                             |
|      | Test Radical SR1                        | Circuit Assen                                         |
| 2022 | Citroën C1 Endurance 24H                | Portimão, 1e                                          |
|      | PTC Racing Cup (Sprint)                 | 11x podium                                            |
| 2021 | Citroën C1 Endurance Cup                | 1e Junior                                             |
|      | BNL Rotax Max Challenge                 |                                                       |
| 2020 | C1 Endurance Cup, 8H Circuit Zandvoort  | 1e                                                    |
|      | BNL Rotax Max Challenge, Regenrace Genk | P6                                                    |
| 2019 | Belgisch Rotax Max Challenge (BMC)      | 8e                                                    |
| 2018 | Belgisch Rotax Max Challenge (BMC)      | 8e                                                    |
| 2017 | NAB Rotax Max Senior                    | Kampioen                                              |
| 2016 | NK 4-takt RK1                           | 5e                                                    |
|      | Beloftestatus KNAF                      |                                                       |
| 2015 | Kartcentrum Lelystad RK1                | Clubkampioen                                          |
|      | Kart4Fun (Nationaal) RK1                | 8e                                                    |